# Malcolm Stewart
|  | «Malcolm Stewart» redirigeix aquí. Vegeu-ne altres significats a «Malcolm Stewart (desambiguació)». |

Malcolm Jamar Stewart, conegut com a Malcolm Stewart   (27 de novembre de 1992), és un pilot professional de motocròs nord-americà que competeix als Campionats AMA des del 2011. A data del 2023 n'havia guanyat un títol de supercross, concretament el de 250cc de la Regió Est de 2016. És el germà petit de James "Bubba" Stewart.